# Liste der Truppenteile der Panzergrenadiertruppe des Heeres der Bundeswehr

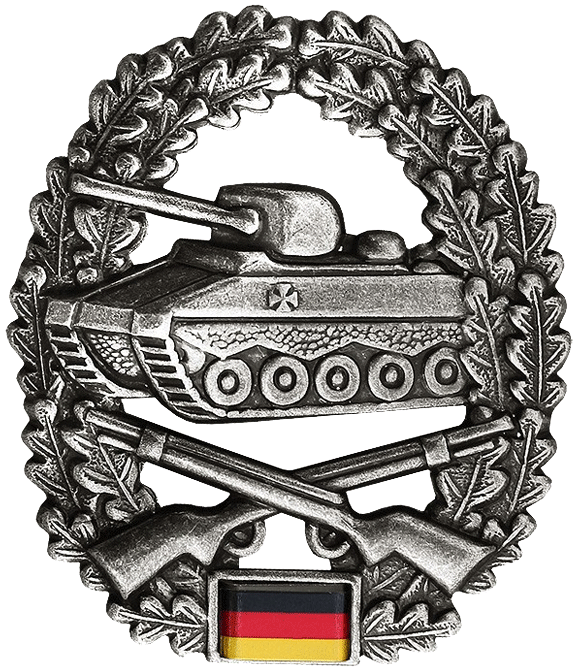
Barettabzeichen

Die Liste der Truppenteile der Panzergrenadiertruppe des Heeres der Bundeswehr enthält alle aufgelösten, aktiven und nicht aktiven (Geräteeinheiten) Panzergrenadierverbände (auch Grenadierverbände und Großverbände) des Heeres der Bundeswehr sowie eine kurze Übersicht über ihren Aufstellungszeitpunkt, die Stationierungsorte und gegebenenfalls über ihre Auflösung oder Umbenennung.

## Nummernkonventionen

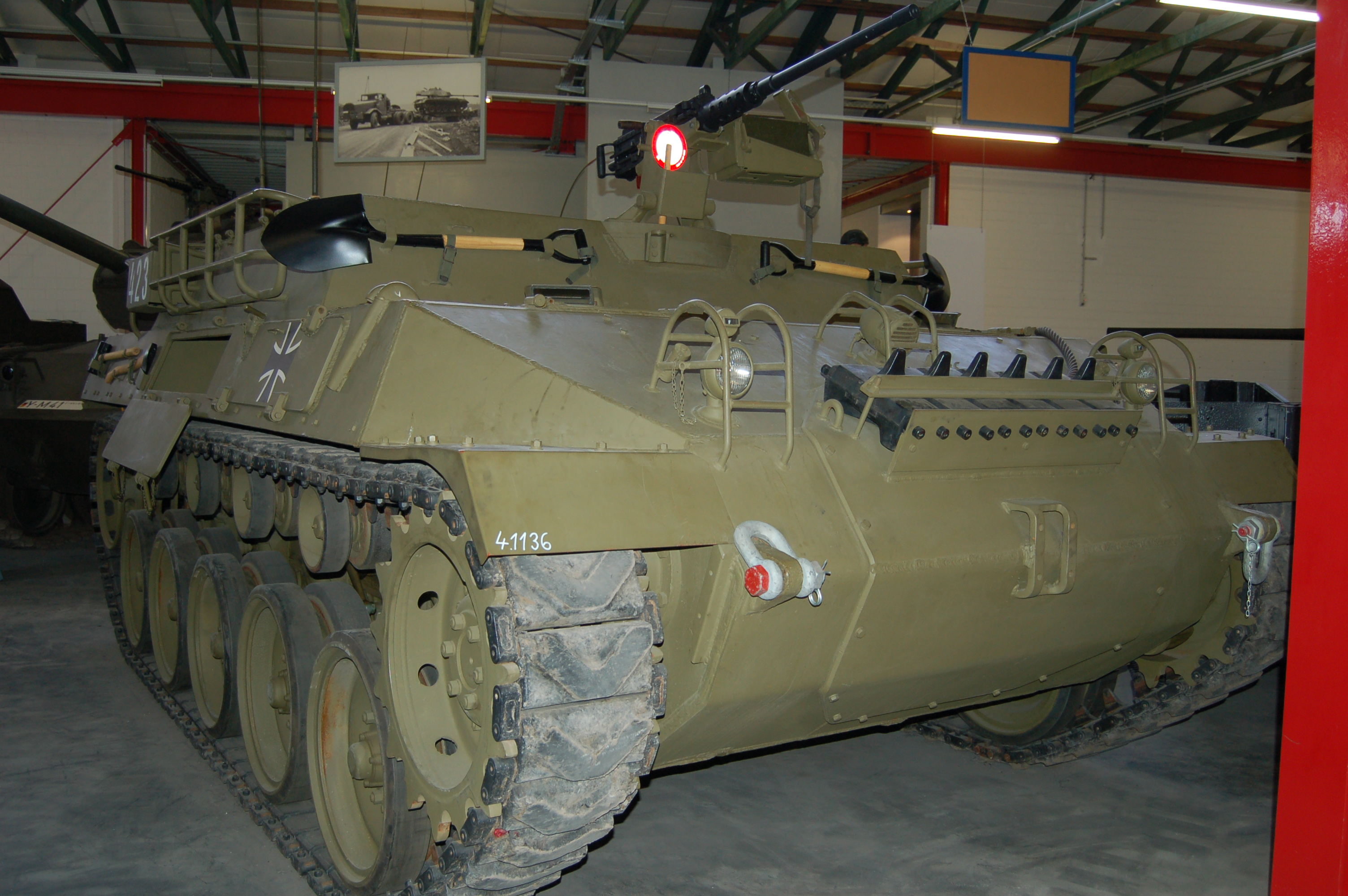
Der M39 war der erste Schützenpanzer der Panzergrenadiertruppe. Er wurde nur bis 1960 im Lehrbataillon in Munster eingesetzt.

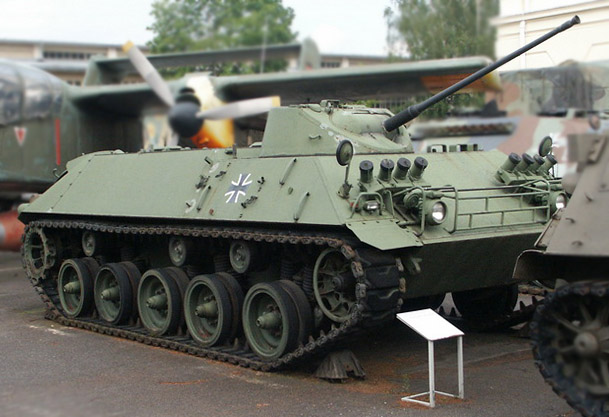
Der HS 30 war der erste für die Bundeswehr gefertigte Schützenpanzer der Panzergrenadiertruppe. Entsprechend ausgerüstete Bataillone wurden mit einem nachgestellten (SPZ) gekennzeichnet.

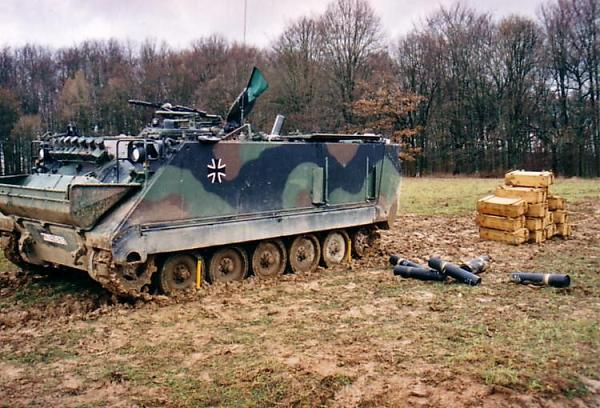
Ab 1962 waren einige Bataillone mit dem M113 als Ersatz für einen echten SPz ausgestattet. Diese Verbände wurden mit einem nachgestellten (MTW) bezeichnet. Ab 1980 kehrten die M113 in einzelne Panzergrenadierkompanien als SPz-Ersatz zurück und waren außerdem Waffenträger für die Mörserkompanien.

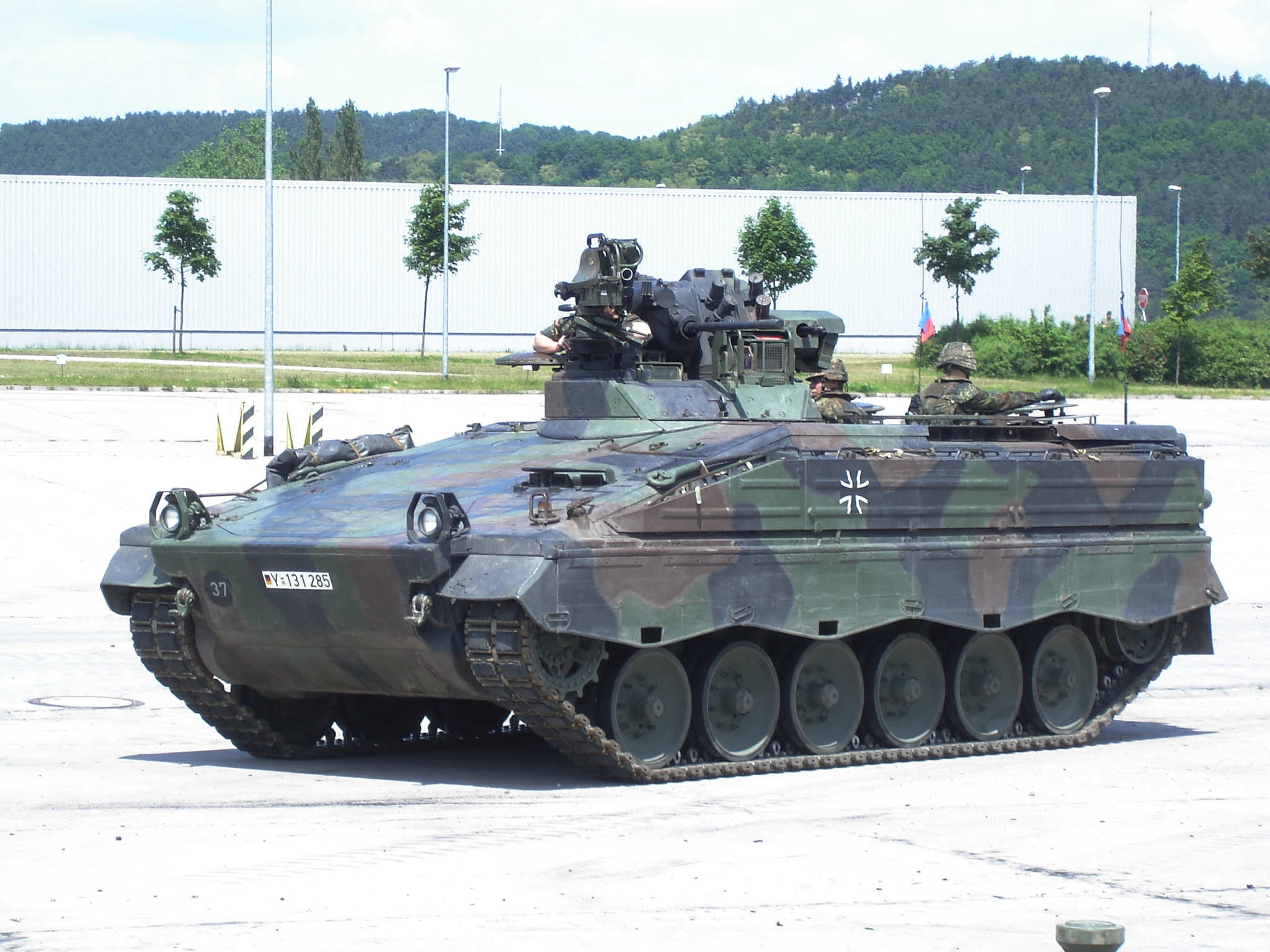
Der Marder löste den HS30 ab 1971 flächendeckend ab.

### Divisionen
Bis zum Ende des Kalten Krieges waren 10 von 12 Divisionen des Heeres  Panzer- bzw. Panzergrenadierdivisionen. Sie waren nach dem Baukastenprinzip zusammengesetzt aus Panzer- und Panzergrenadierbrigaden; diese wiederum bestanden aus Panzer- und Panzergrenadierbataillonen. Der Schwerpunkt der jeweiligen Gliederung bestimmte die Bezeichnung der Division bzw. Brigade. Als Panzergrenadierdivisionen waren dabei die Divisionen mit einer geraden Ziffer vorgesehen. Ausnahmen waren die 8. und 9. Division, die als 1. Gebirgsdivision und als 1. Luftlandedivision aufgestellt wurden. Danach begann die Nummerierung der Divisionen erneut mit einer Panzerdivision (10. Division), so dass die 11. Division trotz ihrer ungeraden Ziffer als Panzergrenadierdivision aufgestellt wurde. Infolge von Umgliederungen oder sich hinziehender Aufstellungen wich man jedoch teilweise von dieser Nummernkonvention ab. So wurden zeitweise zwei Panzergrenadierdivisionen zu Jägerdivisionen (zweite und vierte Division) umgegliedert. Auch wurden spätere Panzerdivisionen, die die volle Soll-Ausrüstung (noch) nicht erreichten, zunächst als Panzergrenadierdivisionen bezeichnet. Dies betraf die 1., 7. und 12. Division, die zunächst als Panzergrenadierdivisionen firmierten. Die vor 1959 aufgestellten Panzergrenadierdivisionen hießen außerdem zu Beginn Grenadierdivision; sie waren wie alle Grenadierverbände (ungepanzert) motorisiert. Die nach der deutschen Wiedervereinigung gebildeten „ostdeutschen“ Divisionen (13. und 14.) wurden als Panzergrenadierdivisionen aufgestellt.

### Brigaden
Bis Anfang der 1990er Jahre wurden die Brigaden gemäß ihrer Unterstellung nummeriert, wobei das Folgende nur prinzipiell gilt. Im Einzelfall, bei der hinziehenden Aufstellung der Brigaden und sonstigen Umständen war die Nummerierung der Brigaden nicht stringent. Die 36 Brigaden des Feldheeres wurden fortlaufend mit 1 bis 36 nummeriert. Die nach 1990 aufgestellten Brigaden in Ostdeutschland erhielten die Ziffern 37–42. Jede Division sollte drei Brigaden führen. Die Brigaden 1, 2 und 3 gehörten zur 1. Division, die Brigaden 4, 5 und 6 zur 2. Division usw. Die 1. Gebirgsdivision galt in dieser Ordnungs- und Zählweise als 8. Division. Die 1. Luftlandedivision galt als 9.
Beispiel:
- Die Brigade 20 war der  7. Panzerdivision unterstellt (Rechnerisch: 20÷3 = 6,66 → aufrunden → 7)

Panzerdivisionen führten zwei Panzerbrigaden und eine Panzergrenadierbrigade, Panzergrenadierdivisionen eine Panzerbrigade und zwei Panzergrenadierbrigaden. Die jeweils erste Brigade einer Division war eine Panzergrenadierbrigade, die dritte jeweils eine Panzerbrigade. Die zweite Brigade war daher eine Panzerbrigade bei Panzerdivision bzw. eine Panzergrenadierbrigade bei einer Panzergrenadierdivision.
Beispiel:
- Die Brigade 16  war die erste Brigade der 6. Division, daher eine Panzergrenadierbrigade.
- Die Brigade 17  war die zweite Brigade der 6. Panzergrenadierdivision, daher eine Panzergrenadierbrigade.
- Die Brigade 18 war die dritte Brigade der 6. Division und daher eine Panzerbrigade.

Ab 1981 wurde dieses Prinzip durch die Umwandlung der Gebirgsjägerbrigade 22 in die Panzergrenadierbrigade 22 auf die Nummerierung der Gebirgsdivision ausgedehnt. Diese führte nun auch eine Panzergrenadierbrigade als erste, eine Panzerbrigade als dritte und eine analog zur Divisionsbezeichnung als Gebirgsjägerbrigade bezeichnete zweite Brigade.
Größere Ausnahmen bis 1990 waren
- Die 7. Panzergrenadierdivision stellte die Panzergrenadierbrigade 20 nicht auf, da diese eigentlich als zweite Brigade einer 7. Panzerdivision vorgesehen war. Diese „fehlende“ Panzerbrigade 20 wurde erst Anfang der 1980er Jahre endgültig aufgestellt und die Division entsprechend zur Panzerdivision.
- Die Panzergrenadierbrigade 28 bestand nur bis 1970. Eine 1975 neu aufgestellte Brigade 28 wurde abweichend von der üblichen Bezeichnung der 1. Brigaden einer Division als Panzerbrigade aufgestellt. Die Brigade 30, also die dritte Brigade der 10. Division, war ab 1981 keine Panzerbrigade mehr, sondern wurde in die Panzergrenadierbrigade 30 umgegliedert. Ab 1981 waren die Bezeichnungen der ersten und dritten Brigade der 10. Division also „getauscht“.
- Die 12. Division stellte ihre erste Brigade als Panzerbrigade auf. Die zweite Brigade wurde auch nach Umwandlung der Division in eine Panzerdivision nicht in eine Panzerbrigade umgegliedert, sondern blieb die Panzergrenadierbrigade 35.

Nach Ende des Kalten Krieges wurden bei Unterstellungswechseln die Nummerierung aus Traditionsgründen oft nicht mehr der tatsächlichen Unterstellung angepasst. Ein Beispiel dafür ist die 1993 aufgestellte Luftlandebrigade 31, die nur noch aus Tradition die 31 im Namen behielt. Die Bezeichnungen der neu aufgestellten Brigaden 37 bis 42 zeigen aber noch gewisse Ähnlichkeiten zu der alten systematischen Nummerierung. Seit 1990 lässt die Bezeichnung Panzergrenadierbrigade oder Panzerbrigade auch auf keine bestimmte Gliederung mehr schließen.

### Bataillone
Bis in die 1990er Jahre beginnend ab etwa 1959 folgte die Nummerierung der Bataillone einer stringenten Logik, die sich aus den Unterstellungsverhältnissen ergab. In den Anfangsjahren der Bundeswehr bis etwa 1959 war die Nummerierung uneinheitlich. Die im Folgenden vorgestellten Nummerkonventionen sollen nur einen Überblick über die Bezeichnungen der Verbände der Panzergrenadiertruppe geben. Im Rahmen von Umgliederungen, Truppenversuchen oder im Zuge einer sich hinziehenden Aufstellung, gab es stets auch Ausnahmen. Am weitesten gleicht die Aufstellung in der Heeresstruktur IV der hier vorgestellten Systematik.
Die Nummern der Panzergrenadierbataillone der Brigaden begannen jeweils mit der Nummer ihrer Brigade. An diese Nummer wurde eine Endziffer angehängt. Daher gab es zweistellige Nummern für die den Brigaden 1–9 unterstellten Bataillone sowie dreistellige Nummern für die den Brigaden 10–42 unterstellten Brigaden. Die Bataillone beginnend mit der Nummer 56 unterstanden der Heimatschutzbrigade 56, welche die hochmechanisierteste Brigade des Territorialheeres war.
Beispiel:
- Das Panzergrenadierbataillon 212 war das zweite Bataillon der Panzerbrigade 21.
- Das Panzergrenadierbataillon 12 war das zweite Bataillon der Panzergrenadierbrigade 1.

Die Endziffer gab jeweils an welches Bataillon dieses innerhalb der Brigade war. Jede Panzer- oder Panzergrenadierbrigade hatte jeweils ein Panzergrenadierbataillon mit der Endziffer 2. Panzergrenadierbrigaden hatten außerdem noch weitere Panzergrenadierbataillone mit den Endziffern 1 und 3.
Beispiel:
- Die Panzerbrigade 21 besaß als Panzerbrigade nur ein Panzergrenadierbataillon mit der Nummer Panzergrenadierbataillon 212.
- Die Panzergrenadierbrigade 19 besaß als Panzergrenadierbrigade drei Panzergrenadierbataillone mit den Nummern 191, 192 sowie 193.

Anfang der 1980er Jahre (Heeresstruktur IV) wurden in den Panzer- sowie Panzergrenadierbrigaden zeitweilig jeweils Bataillone als gemischte Verbände (Panzertruppe/Panzergrenadiere) aufgestellt. Sie trugen als Endziffer jeweils eine 1, eine Ziffernkombination, die bis dahin in Panzerbrigaden nicht vergeben worden war. Eine Ausnahme bildete das Gebirgspanzerbataillon 8, das ebenfalls gemischt war und direkt der 1. Gebirgsdivision (8. Division) als Divisionsbataillon unterstand. Die Bataillone der Panzergrenadierbrigaden erhielten die Bezeichnung Panzergrenadierbataillon ~~1, die der Panzerbrigade hießen analog Panzerbataillon ~~1.
Beispiel:
- Die Panzerbrigade 21 stellte neu auf das Panzerbataillon 211.
- In der Panzergrenadierbrigade 19 wurde das bisherige nicht-gemischte Panzergrenadierbataillon 191 umbenannt und als ein gemischtes Panzergrenadierbataillon 191 neu aufgestellt.

Die gemischten Panzerbataillone sind nicht in dieser Liste enthalten, siehe dazu Liste der Panzerverbände der Bundeswehr. Temporär gab es auch in Panzergrenadierbataillonen eingegliederte Panzerjäger- und Panzermörseranteile.
Die Nummerierung wurde bei Unterstellungswechseln oder Umgliederung jeweils angepasst. Daher wurden die Bataillone häufig umbenannt, manche sogar mehrfach. Daher gab es auch Bataillone mit identischer Nummer, die keine gemeinsame Traditionslinie hatten, sondern die gemäß ihrer Unterstellung lediglich eine „freigewordene“ Nummer annahmen. Diese stringente Nummerierung wurde mittlerweile aber aufgegeben. Bei Umgliederung oder Unterstellungswechseln wird die Nummer heute aus Tradition oft beibehalten und bei Umgliederung ggf. nur das Panzergrenadierbataillon in eine der neuen Truppengattung oder Funktion entsprechende Form gebracht. Während der Aufstellung der „ostdeutschen“ Brigaden 37 bis 42 wurde die Nummerierung ebenfalls schon nicht mehr stringent eingehalten. Daher ist die heutige Nummerierung oft nur noch ein Hinweis auf die „Herkunft“ des Bataillons. In den Anfangsjahren der Bundeswehr wurden die Panzergrenadierbataillone zunächst als Grenadierbataillone bezeichnet (in der Liste nicht differenziert).
Den Bezeichnungen der Bataillonen wurden zeitweise auch immer wieder Zusatzbezeichnungen hinzugefügt, die auf ihre Funktion oder Ausrüstung schließen ließen, aber im engeren Sinne nicht Teil der Bezeichnung waren. In der Anfangsjahren waren dies die Suffixe (MTW) für mit dem M113 ausgerüstete Bataillone, (mot) für mit LKW motorisierte Bataillone und (SPz) für Bataillonen die bereits über den HS 30 verfügten. Nach Ende des Kalten Krieges wurden die Bezeichnungen (KRK) für die Kennzeichnung der Krisenreaktionskräfte verwendet. Die Bezeichnung (HVK) stand demgegenüber für die Bataillone der Hauptverteidigungskräfte. Später wurden die Kräftekategorien bis zur Neuausrichtung der Bundeswehr (2010) durch ein (EK), (SK) oder (UK) gekennzeichnet.

## Liste

### Legende
| Legende                                   |
| ----------------------------------------- |
| Aufgelöst                                 |
| Teilaktiv oder nichtaktiv (Geräteeinheit) |
| Aktiv                                     |
| Siehe auch : Abschnitt Abkürzungen        |

### Grenadierdivisionen
Als Vorläufer der späteren Panzergrenadierdivisionen wurden in der Heeresstruktur 1 Grenadierdivisionen ausgeplant.
|  | Bezeichnung | Aufstellung am (aus) | Standort                                              | Verbleib                                                                                 | Bemerkungen |
|  | ----------- | -------------------- | ----------------------------------------------------- | ---------------------------------------------------------------------------------------- | ----------- |
|  | 1. GrenDiv  | 1. Juli 1956         | Hannover, Prinz-Albrecht-Kaserne                      | am 1. März 1959 in 1. PzGrenDiv umgegliedert                                             |             |
|  | 2. GrenDiv  | 1. Juli 1956         | Kassel, Wittich-Kaserne ab 1957: Gießen, Berg-Kaserne | am 31. März 1959 in 2. PzGrenDiv umgegliedert                                            |             |
|  | 4. GrenDiv  | 1956                 | München, Fürst-Wrede-Kaserne ab 1956: Regensburg      | 1959 in 4. PzGrenDiv umgegliedert                                                        |             |
|  | 6. GrenDiv  | 1. Februar 1958      | Neumünster, Hindenburg-Kaserne                        | am 30. September 1958 in 6. Div umbenannt; am 16. März 1959 in 6. PzGrenDiv umgegliedert |             |

### Panzergrenadierdivisionen
Folgende Divisionen des Heeres wurden als Panzergrenadierdivision bezeichnet:
|  | Bezeichnung   | Aufstellung am (aus)    | Standort                                  | Verbleib | Bemerkungen                                                                                        |
|  | ------------- | ----------------------- | ----------------------------------------- | --- | -------------------------------------------------------------------------------------------------- |
|  | 1. PzGrenDiv  | 1. Jul. 1956            | Hannover                                  | 1. Apr. 1981 in 1. PzDiv umgegliedert.                                                                                                 | Als 1. GrenDiv aufgestellt, am 16. Mär. 1959 in 1. PzGrenDiv umbenannt.                            |
|  | 2. PzGrenDiv  | 1. Jul. 1956            | Kassel ab 1957: Gießen ab 1959: Marburg   | 1. Okt. 1970 in 2. JgDiv umgegliedert.                                                                                                 | Als 2. GrenDiv aufgestellt, am 16. Mär. 1959 in 2. PzGrenDiv umbenannt.                            |
|  | 2. PzGrenDiv  | 1. Okt. 1980 (2. JgDiv) | Kassel                                    | 31. Mär. 1994 aufgelöst. | |
|  | 4. PzGrenDiv  | 1. Jul. 1956            | München ab 1956: Regensburg               | 1. Okt. 1970 zur 4. JgDiv umgegliedert.                                                                                                | Als 4. GrenDiv aufgestellt, am 16. Mär. 1959 in 4. PzGrenDiv umbenannt.                            |
|  | 4. PzGrenDiv  | 1. Apr. 1981 (4. JgDiv) | Regensburg                                | 31. Mär. 1994 aufgelöst, Teile zur Aufstellung des KLK/4. Div verwendet.                                                               | |
|  | 6. PzGrenDiv  | 1. Mär. 1958            | Hamburg ab 1958: Neumünster ab 1994: Kiel | 1. Apr. 1994 Fusion mit WBK I zum WBK I/6. PzGrenDiv, 30. Sep. 1997 Auftrennung des WBK I/6. PzGrenDiv und Auflösung der 6. PzGrenDiv. | Als 6. GrenDiv aufgestellt, am 1. Okt. 1958 in 6. Div, am 16. Mär. 1959 in 6. PzGrenDiv umbenannt. |
|  | 7. PzGrenDiv  | 16. Mär. 1959 (7. Div)  | Unna                                      | 1. Okt. 1980 in 7. PzDiv umgegliedert.                                                                                                 | |
|  | 10. PzGrenDiv | 1. Apr. 1959            | Sigmaringen                               | 1. Jan. 1970 in 10. PzDiv umgegliedert.                                                                                                | |
|  | 11. PzGrenDiv | 1. Mai 1959             | Oldenburg                                 | 30. Sep. 1994 aufgelöst. | |
|  | 12. PzGrenDiv | 1. Jan. 1961            | Veitshöchheim bis 1965 Tauberbischofsheim | 1977 in 12. PzDiv umgegliedert. | |
|  | 13. PzGrenDiv | 1990                    | Leipzig                                   | 2013 aufgelöst | zunächst Div/WBK VII ab 1995 WBK VII/13. PzGrenDiv ab 2001 13. PzGrenDiv                           |
|  | 14. PzGrenDiv | 1990                    | Neubrandenburg                            | Auflösung 31.12.2008 | zunächst Div/WBK VIII ab 1995 WBK VIII/14. PzGrenDiv ab 1997 14. PzGrenDiv                         |

### Panzergrenadierbrigaden
Folgende 25 Brigaden des Heeres waren – zumindest zeitweise – als Panzergrenadierbrigaden aufgestellt:
|  | Bezeichnung   | Aufstellung2 (aus)  | letzter Standort    | Verbleib                                         | Bemerkung |
|  | ------------- | ------------------- | ------------------- | ------------------------------------------------ | --------- |
|  | PzGrenBrig 1  | 1958                | Hildesheim          | Auflösung 31. Dezember 2007                      |           |
|  | PzGrenBrig 2  | 1956                | Braunschweig        | Umgliederung 1980(?) in PzBrig 2                 |           |
|  | PzGrenBrig 4  | 1958                | Göttingen           | 1970 Umgliederung zur JgBrig 4                   |           |
|  | PzGrenBrig 4  | 1980 (JgBrig 4)     | Göttingen           | Auflösung 1993                                   |           |
|  | PzGrenBrig 5  | 1956                | Homberg             | Auflösung 30. September 1996                     |           |
|  | PzGrenBrig 7  | 1959                | Hamburg-Fischbek    | Auflösung 31. März 2004                          |           |
|  | PzGrenBrig 10 | 1959                | Weiden              | Umgliederung 1970 in JgBrig 10                   |           |
|  | PzGrenBrig 10 | 1981 (JgBrig 10)    | Weiden              | Auflösung 1992                                   |           |
|  | PzGrenBrig 11 | 1956                | Bogen               | Umgliederung 1970 zur JgBrig 11                  |           |
|  | PzGrenBrig 11 | 1981 (JgBrig 11)    | Bogen               | Auflösung 31. März 1993                          |           |
|  | PzGrenBrig 13 | 1956                | Wetzlar             | Auflösung 31. März 1994                          |           |
|  | PzGrenBrig 16 | 1958                | Wentorf             | Auflösung 5. Mai 1994                            |           |
|  | PzGrenBrig 17 | 1959                | Hamburg             | Auflösung 30. September 1993                     |           |
|  | PzGrenBrig 19 | 1959                | Ahlen               | Auflösung 31. August 2002                        |           |
|  | PzGrenBrig 20 | 1964                | Hemer               | 1965 Umgliederung zur PzBrig20                   |           |
|  | PzGrenBrig 22 | 1981 (GebJgBrig 22) | Murnau              | Auflösung 31. März 1993                          |           |
|  | PzGrenBrig 24 | 1966 (PzBrig 24)    | Landshut            | 1981 Umgliederung zu Panzerbrigade 24            |           |
|  | PzGrenBrig 28 | 1964                | Donauwörth          | 1970 zum HSchKdo 18 (WBK VI) umgegliedert        |           |
|  | PzGrenBrig 29 | 1959                | Sigmaringen         | 1967 Umgliederung zur PzBrig 29                  |           |
|  | PzGrenBrig 30 | 1981 (PzBrig 30)    | Ellwangen           | Auflösung 31. März 2008                          |           |
|  | PzGrenBrig 31 | 1960                | Oldenburg           | 1. April 1993 Fusion mit LLBrig 27 zur LLBrig 31 |           |
|  | PzGrenBrig 32 | 1956                | Schwanewede         | 1997                                             |           |
|  | PzGrenBrig 35 | 1960                | Hammelburg          | Auflösung 31. März 1993                          |           |
|  | PzGrenBrig 37 | 1995 (HSchBrig 37)  | Frankenberg/Sachsen | 1996 in JgBrig 37 umbenannt                      |           |
|  | PzGrenBrig 37 | 2007 (JgBrig 37)    | Frankenberg/Sachsen | –                                                | aktiv     |
|  | PzGrenBrig 38 | 1995 (HSchBrig 38)  | Weißenfels          | Auflösung 31. Dezember 2002                      |           |
|  | PzGrenBrig 40 | 1995 (HSchBrig 40)  | Hagenow             | Auflösung 30. September 2002                     |           |
|  | PzGrenBrig 41 | 1995 (HSchBrig 41)  | Neubrandenburg      | –                                                | aktiv     |

2Aufstellung vor 1959 als Kampfgruppe, dann ab 1959 Umbenennung bzw. Aufstellung als Panzergrenadierbrigade

### Grenadierbataillone
Die den Grenadierdivisionen der kurzlebigen Heeresstruktur 1 unterstellten Grenadierbataillone gehörten nicht zur Panzergrenadiertruppe, sondern zur Truppengattung der Infanterie. Sie wurden aber mit der Einnahme der Heeresstruktur 2 im Jahre 1959 ausnahmslos in Panzergrenadierbataillone umgegliedert und sind somit deren direkte Vorläufer. Zur besseren Unterscheidung der sich an der Divisionszugehörigkeit orientierenden Bataillonsbezeichnungen der Heeresstruktur 1 sind diese untenstehend kursiv gesetzt, die seit 1959 geltenden, die Brigadezugehörigkeit anzeigenden Bezeichnungen der aus den Grenadierbataillonen entstandenen Panzergrenadierbataillone hingegen in Normalschrift.
| Verbands- abzeichen  | Bezeichnung     | Aufstellung (aus Vorgänger) | Stationierungsort(e)                                                                  | Verbleib                          | am               | Bemerkungen    |
| Lehrbataillone       | Lehrbataillone  | Lehrbataillone              | Lehrbataillone                                                                        | Lehrbataillone                    | Lehrbataillone   | Lehrbataillone |
| -------------------- | --------------- | --------------------------- | ------------------------------------------------------------------------------------- | --------------------------------- | ---------------- | -------------- |
|                      | GrenLehrBtl     | 3. April 1956               | Hammelburg                                                                            | Umgliederung in PzGrenLehrBtl 351 | 1. April 1959    |                |
|                      | LehrBtl HOS I   | 3. April 1956               | Hannover                                                                              | Umgliederung in PzGrenBtl (L) 13  | 16. März 1959    |                |
|                      | LehrBtl HOS II  | 16. November 1956           | Husum ab 1. August 1958 Hamburg-Wandsbek                                              | Umgliederung in PzGrenBtl (L) 173 | 1. April 1959    |                |
|                      | LehrBtl HOS III | 17. Februar 1958            | Großengstingen                                                                        | Umgliederung in PzGrenBtl (L) 283 | 1. April 1959    |                |
| 1. Grenadierdivision |                 |                             |                                                                                       |                                   |                  |                |
|                      | GrenBtl 1       | 1. Juli 1956                | Braunschweig ab 1957 Hannover                                                         | Umgliederung in PzGrenBtl 11      | 1. April 1959    |                |
|                      | GrenBtl 11      | 1. Juli 1956                | Lübeck ab 24. August 1956 Boostedt                                                    | Umbenennung in GrenBtl 46         | 1. April 1958    |                |
|                      | GrenBtl 11      | 1. April 1958               | Wolfenbüttel                                                                          | Umgliederung in PzGrenBtl 22      | 16. März 1959    |                |
|                      | GrenBtl 21      | 1. Juli 1956                | Hannover                                                                              | Umgliederung in PzGrenBtl 13      | 1. Mai 1960      |                |
|                      | GrenBtl 31      | 1. Juli 1956                | Lübeck ab 17. Juli 1956 Hamburg ab 17. Januar 1957 Buxtehude ab 18. Juli 1958 Itzehoe | Umgliederung in PzGrenBtl 171     | 16. März 1959    |                |
|                      | (Gren Btl 31)   | geplant                     | Hannover                                                                              | Aufstellung als PzGrenBtl 12      | 1. Oktober 1958  |                |
|                      | GrenBtl 41      | 1. Juni 1957                | Dedelstorf ab 23. Januar 1958 Göttingen                                               | Umbenennung in GrenBtl 12         | 1. April 1958    |                |
|                      | GrenBtl 41      | 1. April 1958 (GrenBtl 12)  | Höxter                                                                                | Umgliederung in PzGrenBtl 12      | 16. März 1959    |                |
|                      | GrenBtl 51      | 1. Juni 1957                | Nienburg                                                                              | Umgliederung in PzGrenBtl 32      | 16. März 1959    |                |
|                      | GrenBtl 61      | 1. Juni 1957                | Hamburg                                                                               | Umbenennung in GrenBtl 16         | 1. März 1958     |                |
|                      | GrenBtl 61      | 1. April 1958               | Hannover                                                                              | Umgliederung in PzGrenBtl 23      | 1. April 1959    |                |
| 2. Grenadierdivision |                 |                             |                                                                                       |                                   |                  |                |
|                      | GrenBtl 2       | 1. Juli 1956                | Fulda ab 1. November 1956 Marburg                                                     | Umgliederung in PzGrenBtl 62      | 1. April 1959    |                |
|                      | GrenBtl 12      | 1. Juli 1956                | Höxter                                                                                | Umbenennung in GrenBtl 41         | 1. April 1958    |                |
|                      | GrenBtl 12      | 1. April 1958 (GrenBtl 41)  | Göttingen                                                                             | Umgliederung in PzGrenBtl 41      | 1. April 1959    |                |
|                      | GrenBtl 22      | 1. Juli 1956                | Hann. Münden ab 10. November 1956 Fritzlar                                            | Umgliederung in PzGrenBtl 53      | 16. März 1959    |                |
|                      | GrenBtl 32      | 1. Juli 1956                | Goslar ab 1. August 1958 Wolfenbüttel                                                 | Umbenennung in Gren Btl 11        | 1. April 1958    |                |
|                      | GrenBtl 42      | 7. Februar 1957             | Kassel                                                                                | Umgliederung in PzGrenBtl 42      | 1959             |                |
|                      | GrenBtl 52      | März 1958 (GrenBtl 34)      | Wildflecken                                                                           | Umgliederung in PzGren Btl 352    | 1. Juli 1960     |                |
|                      | GrenBtl 62      | 1. Juni 1958 (PzAufklBtl 2) | Kassel mit Umgliederung Göttingen                                                     | Umgliederung in PzGrenBtl 43      | 1. April 1959    |                |
| 4. Grenadierdivision |                 |                             |                                                                                       |                                   |                  |                |
|                      | GrenBtl 4       | 1. Juli 1956                | Deggendorf ab 15. Januar 1957 Regensburg                                              | Umgliederung in PzGrenBtl 112     | 16. März 1959    |                |
|                      | GrenBtl 14      | 1. Juli 1956                | Hof ab 1956 Amberg                                                                    | Umgliederung in PzGrenBtl 122     | 16. März 1959    |                |
|                      | GrenBtl 24      | 1. Juli 1956                | Coburg ab 23. Juli 1956 Ellwangen                                                     | Umgliederung in PzGrenBtl 281     | 16. März 1959    |                |
|                      | GrenBtl 34      | 1. Juli 1956                | Coburg mit Aufstellung Wildflecken                                                    | Umbenennung in GrenBtl 52         | März 1958        |                |
|                      | GrenBtl 34      | 1. März 1958                | Sigmaringen ab 15. Dezember 1958 Immendingen                                          | Umgliederung in PzGrenBtl 293     | 16. März 1959    |                |
|                      | GrenBtl 44      | 1. August 1956              | Bogen                                                                                 | Umgliederung in PzGrenBtl 111     | 16. März 1959    |                |
|                      | (GrenBtl 54)    | geplant                     | Roding                                                                                | Aufstellung als PzGrenBtl 113     | 1. November 1958 |                |
|                      | (GrenBtl 64)    | geplant                     | Ellwangen                                                                             | Aufstellung als PzGrenBtl 302     | 1. Oktober 1958  |                |
| 6. Grenadierdivision |                 |                             |                                                                                       |                                   |                  |                |
|                      | GrenBtl 6       | 1. Oktober 1958             | Husum                                                                                 | Umgliederung in PzGrenBtl 162     | 2. Oktober 1958  |                |
|                      | GrenBtl 16      | 1. März 1958 (GrenBtl 61)   | Flensburg                                                                             | Umgliederung in PzGrenBtl 161     | 16. März 1959    |                |
|                      | GrenBtl 26      | 1. März 1958                | Hamburg-Rahlstedt ab 1. April 1958 Flensburg                                          | Umgliederung in PzGrenBtl 163     | 16. März 1959    |                |
|                      | GrenBtl 46      | 1. April 1958 (GrenBtl 11)  | Boostedt                                                                              | Umgliederung in PzGrenBtl 182     | 16. März 1959    |                |

### Panzergrenadierbataillone
|  | Bezeichnung                       | Aufstellung3 (aus)            | Stationierungsort(e)                                   | Verbleib                                                      | nicht aktiv seit (Geräteeinheit)   | Bemerkung                                 |
|  | --------------------------------- | ----------------------------- | ------------------------------------------------------ | ------------------------------------------------------------- | ---------------------------------- | ----------------------------------------- |
|  | PzGrenLehrBtl                     | Apr. 1956                     | Munster                                                | Dez. 1958 Umbenennung in PzGrenLehrBtl 92                     |                                    |                                           |
|  | PzGrenBtl 3                       | Aug. 1956                     | Hamburg                                                | Aug. 1959 Umbenennung in PzGrenBtl 172                        |                                    |                                           |
|  | PzGrenBtl 5                       | Sep. 1956                     | Hohenfels ab Feb. 1957 Koblenz                         | Mär. 1959 Umbenennung in PzGrenBtl 142                        |                                    |                                           |
|  | PzGrenBtl 11                      | Apr. 1959                     | Hannover ab 1974 Wesendorf                             | Okt. 1980 Umbenennung in PzGrenBtl 13                         |                                    |                                           |
|  | PzGrenBtl 11                      | Apr. 1981                     | Hildesheim                                             | Auflösung Sep. 1992                                           |                                    | teilaktives gemischtes Bataillon          |
|  | PzGrenBtl 12                      | Okt. 1958                     | Hannover                                               | Auflösung Feb. 1959                                           |                                    |                                           |
|  | PzGrenBtl 12                      | Mär. 1959                     | Höxter ab 1961 Osterode am Harz                        | Auflösung Dez. 2003                                           |                                    |                                           |
|  | PzGrenBtl 13                      | Aug. 1956                     | Schleswig ab Jan. 1957 Hemer                           | Mrz. 1959 Umbenennung in PzGrenBtl 203                        |                                    |                                           |
|  | PzGrenBtl 13                      | Mär. 1959                     | Hannover                                               | Mai 1960 Umbenennung in PzGrenLehrBtl 21                      |                                    |                                           |
|  | PzGrenBtl 13                      | Mai 1960                      | Hannover ab 1961 Northeim                              | Mai 1980 Umbenennung (Umgliederung) in JgBtl 521              |                                    |                                           |
|  | PzGrenBtl 13                      | Okt. 1980 (PzGrenBtl 11)      | Wesendorf                                              | Auflösung Sep. 1992                                           |                                    |                                           |
|  | PzGrenBtl 15                      | Sep. 1956                     | Grafenwöhr ab Mrz. 1957 Wetzlar                        | Jan. 1959 Umbenennung in PzGrenBtl 133                        |                                    |                                           |
|  | PzGrenLehrBtl 21                  | Mai 1960 (PzGrenBtl 13)       | Hannover                                               | Apr. 1973 Umbenennung in PzGrenBtl 21                         |                                    |                                           |
|  | PzGrenBtl 21                      | Apr. 1973 (PzGrenLehrBtl 21)  | Wesendorf                                              | Okt. 1981 Umbenennung in PzGrenBtl 332                        |                                    |                                           |
|  | PzGrenBtl 22                      | Mär. 1959                     | Wolfenbüttel                                           | Sep. 1972 Umbenennung in ArtBeoBtl 1                          |                                    |                                           |
|  | PzGrenBtl 22                      | Apr. 1976                     | Braunschweig                                           | Auflösung Apr. 1981                                           |                                    |                                           |
|  | PzGrenBtl 22                      | Apr. 1981 (PzGrenBtl 23)      | Braunschweig                                           | Auflösung Dez. 2003                                           | 1992                               |                                           |
|  | PzGrenBtl 23                      | Jan. 1958                     | Hamburg-Rahlstedt ab Apr. 1958 Schwanewede             | Mär. 1959 Umbenennung in PzGrenBtl 323                        |                                    |                                           |
|  | PzGrenBtl 23                      | Apr. 1959                     | Braunschweig                                           | Apr. 1981 Umbenennung in PzGrenBtl 22                         |                                    |                                           |
|  | PzGrenBtl 25                      | Sep. 1957                     | Koblenz                                                | Apr. 1959 Umbenennung in PzGrenBtl 152                        |                                    |                                           |
|  | PzGrenBtl 32                      | Mär. 1959                     | Nienburg ab 1997: Wesendorf                            | Auflösung Dez. 2003                                           | Apr. 1997                          |                                           |
|  | PzGrenBtl 33                      | Juli 2015                     | Luttmersen                                             | –                                                             | wurde aus PzBtl 33 neu aufgestellt | aktiv PzLehrBrig9                         |
|  | PzGrenBtl 41                      | Apr. 1959                     | Kassel / Göttingen                                     | Okt. 1970 Umbenennung in JgBtl 41                             |                                    |                                           |
|  | PzGrenBtl 41                      | Okt. 1980                     | Göttingen                                              | Apr. 1988 Umbenennung in PzBtl 41                             |                                    | teilaktives gemischtes Bataillon          |
|  | PzGrenBtl 42                      | Okt. 1980                     | Kassel                                                 | Auflösung Sep. 1992                                           |                                    |                                           |
|  | PzGrenBtl 43                      | Apr. 1959 (PzGrenBtl 62)      | Göttingen                                              | 1970 Umbenennung in PzJgBtl 44                                |                                    |                                           |
|  | PzGrenBtl 43                      | Okt. 1980                     | Göttingen                                              | Auflösung Okt. 1992                                           |                                    |                                           |
|  | PzGrenBtl 51                      | Apr. 1959                     | Schwarzenborn ab 1961 Rotenburg/Fulda                  | Okt. 1980 Umbenennung in PzGrenBtl 52                         |                                    |                                           |
|  | PzGrenBtl 51                      | Okt. 1980                     | Homberg                                                | Auflösung Sep. 1992                                           |                                    | teilaktives gemischtes Bataillon          |
|  | PzGrenBtl 52                      | Okt. 1980 (PzGrenBtl 51)      | Rotenburg/Fulda                                        | Auflösung Mär. 2006                                           |                                    |                                           |
|  | PzGrenBtl 53                      | Jan. 1959                     | Fritzlar ab 1992 Rotenburg/Fulda                       | Auflösung Sep. 1996                                           | 1992                               |                                           |
|  | PzGrenBtl 62                      | Jun. 1958                     | Göttingen                                              | Apr. 1959 Umbenennung in PzGrenBtl 43                         |                                    |                                           |
|  | PzGrenBtl 62                      | Apr. 1959                     | Marburg ab 1960 Neustadt                               | Okt. 1981 Umbenennung in PzGrenBtl 142                        |                                    |                                           |
|  | PzGrenBtl 62                      | Okt. 1981 (PzGrenBtl 341)     | Wolfhagen                                              | Auflösung Sep. 1992                                           |                                    |                                           |
|  | PzGrenBtl 71                      | Apr. 1959                     | Dörverden ab 1959 Seedorf ab 1963 Altenwalde           | Okt. 1980 Umbenennung in PzGrenBtl 73                         |                                    |                                           |
|  | PzGrenBtl 71                      | Okt. 1980                     | Hamburg                                                | Auflösung Sep. 1992                                           |                                    | teilaktives gemischtes Bataillon          |
|  | PzGrenBtl 72                      | Aug. 1959                     | Hamburg                                                | Auflösung Dez. 2003                                           |                                    |                                           |
|  | PzGrenBtl 73                      | Apr. 1959                     | Seedorf ab 1962 Hamburg                                | Auflösung Mär. 1971                                           |                                    |                                           |
|  | PzGrenBtl 73                      | Okt. 1980 (PzGrenBtl 71)      | Altenwalde                                             | Auflösung Apr. 1992                                           |                                    |                                           |
|  | PzGrenBtl 82                      | Okt. 1958                     | Lüneburg                                               | Auflösung Sep. 1992                                           |                                    |                                           |
|  | PzGrenBtl 82                      | Okt. 1997                     | Munster                                                | Auflösung Jun. 2003                                           |                                    | Geräteeinheit                             |
|  | PzGrenLehrBtl 92                  | Dez. 1958 (PzGrenLehrBtl)     | Munster                                                | –                                                             |                                    | aktiv PzLehrBrig9                         |
|  | PzGrenBtl 101                     | Aug. 1961                     | Clausthal-Zellerfeld ab 1962 Ebern                     | 1970 Umbenennung in JgBtl 101                                 |                                    |                                           |
|  | PzGrenBtl 101                     | Apr. 1981                     | Weiden                                                 | Auflösung Sep. 1992                                           |                                    | teilaktives gemischtes Bataillon          |
|  | PzGrenBtl 102                     | Sep. 1962                     | Wildflecken                                            | Jul. 1963 Umbenennung in PzGrenBtl 353                        |                                    |                                           |
|  | PzGrenBtl 102                     | Jul. 1964 (PzGrenBtl 282)     | Bayreuth                                               | 1970 Umbenennung in JgBtl 102                                 |                                    |                                           |
|  | PzGrenBtl 102                     | Apr. 1981 (JgBtl 102)         | Bayreuth                                               | Auflösung Sep. 1994                                           |                                    |                                           |
|  | PzGrenBtl 103                     | Apr. 1981 (JgBtl 101)         | Ebern                                                  | Auflösung Sep. 1992                                           |                                    |                                           |
|  | PzGrenBtl 111                     | Mär. 1959                     | Bogen, ab 1960 Freyung                                 | Jun. 1966 Umbenennung in PzGrenBtl 243                        |                                    |                                           |
|  | PzGrenBtl 111                     | Apr. 1981                     | Bogen                                                  | Auflösung Sep. 1992                                           |                                    | teilaktives gemischtes Bataillon          |
|  | PzGrenBtl 112                     | Mär. 1959                     | Regensburg, ab 1960 Regen                              | Okt. 1970 Umbenennung in JgBtl 112                            |                                    |                                           |
|  | PzGrenBtl 112                     | Apr. 1981                     | Regen                                                  | –                                                             |                                    | aktiv PzBrig 12                           |
|  | PzGrenBtl 113                     | Nov. 1958                     | Roding, ab 1959 Cham                                   | Okt. 1970 Umbenennung in JgBtl 113                            |                                    |                                           |
|  | PzGrenBtl 113                     | Apr. 1981                     | Cham                                                   | Auflösung 1. Oktober 1991                                     |                                    |                                           |
|  | PzGrenBtl 122                     | Mär. 1959                     | Amberg, ab 1961 Oberviechtach                          | –                                                             |                                    | aktiv PzBrig 12                           |
|  | PzGrenBtl 131                     | Apr. 1959                     | Wetzlar                                                | Okt. 1981 Umbenennung in PzGrenBtl 132                        |                                    |                                           |
|  | PzGrenBtl 131                     | Okt. 1981                     | Wetzlar                                                | Auflösung Sep. 1992                                           |                                    | teilaktives gemischtes Bataillon          |
|  | PzGrenBtl 132                     | Nov. 1960                     | Wetzlar ab 1961 Schwarzenborn                          | Mär. 1973 Umbenennung in JgBtl 132                            |                                    |                                           |
|  | PzGrenBtl 132                     | Okt. 1981 (PzGrenBtl 131)     | Wetzlar                                                | Auflösung 1992                                                |                                    |                                           |
|  | PzGrenBtl 133                     | Jan. 1959                     | Wetzlar                                                | Auflösung Sep. 1992                                           |                                    |                                           |
|  | PzGrenBtl 142                     | Mär. 1959 (PzGrenBtl 5)       | Koblenz                                                | Okt. 1981 Umbenennung in PzGrenBtl 342                        |                                    |                                           |
|  | PzGrenBtl 142                     | Okt. 1981 (PzGrenBtl 62)      | Neustadt ab 1992 Schwarzenborn                         | Auflösung Dez. 2002                                           | Okt. 1992                          |                                           |
|  | PzGrenBtl 152                     | Apr. 1959 (PzGrenBtl 25)      | Koblenz ab 1966: Westerburg                            | Okt. 1981 Umbenennung in PzBtl 154                            |                                    |                                           |
|  | PzGrenBtl 152                     | Okt. 1981                     | Schwarzenborn                                          | Auflösung Jun. 2006                                           |                                    |                                           |
|  | PzGrenBtl 161                     | Mär. 1959                     | Flensburg                                              | Mär. 1970 Umbenennung in JgBtl 381                            |                                    |                                           |
|  | PzGrenBtl 161                     | Apr. 1981                     | Wentorf                                                | Auflösung Sep. 1992                                           |                                    | teilaktives gemischtes Bataillon          |
|  | PzGrenBtl 162                     | Okt. 1959                     | Husum ab 1963 Wentorf                                  | Umbenennung in JgBtl 162                                      |                                    |                                           |
|  | PzGrenBtl 162                     | Apr. 1981                     | Wentorf                                                | Auflösung Sep. 1994                                           |                                    |                                           |
|  | PzGrenBtl 163                     | Mär. 1959                     | Flensburg ab 1970 Lübeck                               | Okt. 1971 Umbenennung in JgBtl 172                            |                                    |                                           |
|  | PzGrenBtl 163                     | Mai 1971                      | Wentorf                                                | Auflösung Dez. 1993                                           |                                    |                                           |
|  | PzGrenBtl 171                     | Mär. 1959                     | Itzehoe                                                | Apr. 1970 Umbenennung in JgBtl 391                            |                                    |                                           |
|  | PzGrenBtl 171                     | Apr. 1981                     | Hamburg                                                | Auflösung Sep. 1992                                           |                                    | teilaktives gemischtes Bataillon          |
|  | PzGrenBtl 172                     | Mär. 1959 (PzGrenBtl 3)       | Hamburg                                                | Okt. 1971 Umbenennung in PzGrenBtl 173                        |                                    |                                           |
|  | PzGrenBtl 172                     | Apr. 1981                     | Lübeck ab 1992 Bad Segeberg                            | 2008 aufgelöst                                                | Okt. 1992                          |                                           |
|  | PzGrenBtl 173                     | Okt. 1971 (PzGrenBtl 172)     | Hamburg                                                | Auflösung Dez. 2003                                           | Sep. 1992                          |                                           |
|  | PzGrenBtl 182                     | Mär. 1959                     | Bad Segeberg                                           | 2008 aufgelöst                                                |                                    | zuletzt PzBrig 18                         |
|  | PzGrenBtl 191                     | Apr. 1959                     | Ahlen                                                  | ab Okt. 1980 nur 1/PzGrenBtl 191 gekadert durch PzGrenBtl 192 |                                    |                                           |
|  | 1/PzGrenBtl 191                   | Okt. 1980                     | Ahlen                                                  | Auflösung Sep. 1992                                           |                                    | teilaktives gemischtes Bataillon          |
|  | PzGrenBtl 192                     | Apr. 1959                     | Ahlen                                                  | 1970 aus Teilen wird das JgBtl 441 in Ahlen gebildet          |                                    |                                           |
|  | PzGrenBtl 192                     | Okt. 1980 (PzGrenBtl 191)     | Ahlen                                                  | Auflösung 2006                                                |                                    |                                           |
|  | PzGrenBtl 193                     | Apr. 1959                     | Münster-Handorf                                        | Auflösung Mär. 1990                                           |                                    |                                           |
|  | PzGrenBtl 201                     | Apr. 1975                     | Hemer                                                  | Okt. 1980 Umbenennung PzGrenBtl 202                           |                                    |                                           |
|  | PzGrenBtl 202                     | Apr. 1965 (PzGrenBtl 203)     | Hemer                                                  | Apr. 1970 Umbenennung in PzBtl 120                            |                                    |                                           |
|  | PzGrenBtl 202                     | Okt. 1980 (PzGrenBtl 201)     | Hemer ab 1992 Ahlen                                    | Auflösung Dez. 2002                                           | Okt. 1992                          |                                           |
|  | PzGrenBtl 203                     | Mär. 1959                     | Hemer                                                  | Apr. 1965 Umbenennung PzGrenBtl 202                           |                                    |                                           |
|  | PzGrenBtl 212                     | Okt. 1958                     | Augustdorf                                             | –                                                             |                                    | aktiv PzGrenBrig 37 (bis 2023: PzBrig 21) |
|  | PzGrenBtl 221                     | Okt. 1981                     | Murnau am Staffelsee                                   | Auflösung Sep. 1992                                           |                                    | teilaktives gemischtes Bataillon          |
|  | PzGrenBtl 222                     | Okt. 1981                     | Murnau am Staffelsee                                   | Auflösung Sep. 1992                                           |                                    |                                           |
|  | PzGrenBtl 223                     | Okt. 1981 (PzGrenBtl 243)     | München (Kronprinz-Rupprecht-Kaserne)                  | Auflösung Sep. 1992                                           |                                    |                                           |
|  | PzGrenBtl 242                     | Apr. 1959                     | Füssen, ab 1966 Feldkirchen                            | Auflösung Sep. 1993                                           | 1989                               |                                           |
|  | PzGrenBtl 243                     | Jun. 1966 (PzGrenBtl 111)     | Freyung                                                | Apr. 1970 Umbenennung in GebPzAufklBtl 8                      |                                    |                                           |
|  | PzGrenLehrBtl 243                 | Apr. 1970 (PzGrenLehrBtl 283) | München (Kronprinz-Rupprecht-Kaserne)                  | Jul. 1973 Umbenennung in PzGrenBtl 243                        |                                    |                                           |
|  | PzGrenBtl 243                     | Jul. 1973 (PzGrenLehrBtl 243) | München (Kronprinz-Rupprecht-Kaserne)                  | Okt. 1981 Umbenennung in PzGrenBtl 223                        |                                    |                                           |
|  | PzGrenBtl 281                     | Mär. 1959                     | Ellwangen ab 1959 Neuburg/Donau                        | Apr. 1968 Umbenennung in PzBtl 284                            |                                    |                                           |
|  | PzGrenBtl 281                     | Apr. 1975                     | Dornstadt                                              | Apr. 1981 Umbenennung in PzGrenBtl 282                        |                                    |                                           |
|  | PzGrenBtl 282                     | Dez. 1959                     | Donauwörth                                             | Jul. 1964 Umbenennung in PzGrenBtl 102                        |                                    |                                           |
|  | PzGrenBtl 282                     | Jun. 1964                     | Donauwörth                                             | Sep. 1970 Umbenennung in JgBtl 531                            |                                    |                                           |
|  | PzGrenBtl 282                     | Apr. 1981 (PzGrenBtl 281)     | Dornstadt ab 1992 Stetten a.k.M.                       | Auflösung Mär. 2004                                           | Mär. 1992                          |                                           |
|  | PzGrenLehrBtl 283                 | Apr. 1959                     | Groß Engstingen ab 1959 Stetten a.k.M. ab 1959 München | Apr. 1970 Umbenennung in PzGrenLehrBtl 243                    |                                    |                                           |
|  | PzGrenBtl 292                     | Mär. 1967 (PzGrenBtl 293)     | Immendingen                                            | Mär. 1993 Umbenennung in JgBtl 292                            |                                    |                                           |
|  | PzGrenBtl 293                     | Mär. 1959                     | Immendingen                                            | Mär. 1967 Umbenennung in PzGrenBtl 292                        |                                    |                                           |
|  | PzGrenBtl 294                     | Apr. 1992 (PzBtl 294)         | Stetten a.k.M.                                         | Auflösung Mär. 2008                                           |                                    |                                           |
|  | PzGrenBtl 301                     | Apr. 1981                     | Ellwangen                                              | Auflösung Sep. 1992                                           |                                    | teilaktives gemischtes Bataillon          |
|  | PzGrenBtl 302                     | Okt. 1958                     | Ellwangen                                              | Auflösung Sep. 1993                                           |                                    |                                           |
|  | PzGrenBtl 303                     | Apr. 1981                     | Ellwangen                                              | Auflösung Sep. 1992                                           |                                    |                                           |
|  | PzGrenBtl 311                     | Aug. 1959                     | Oldenburg ab 1961 Varel                                | Okt. 1981 Umbenennung in PzGrenBtl 313                        |                                    |                                           |
|  | PzGrenBtl 311                     | Okt. 1981                     | Varel                                                  | Dez. 1988 Umbenennung in PzBtl 311                            |                                    | teilaktives gemischtes Bataillon          |
|  | PzGrenBtl 312                     | Feb. 1959                     | Dedelstorf ab 1959 Delmenhorst                         | Auflösung Dez. 1993                                           |                                    |                                           |
|  | PzGrenBtl 313                     | Okt. 1981 (PzGrenBtl 311)     | Varel                                                  | Jan. 1992 Umbenennung in FschJgBtl 313                        |                                    |                                           |
|  | PzGrenBtl 321                     | Sep. 1961                     | Wesendorf                                              | Auflösung Sep. 1973                                           |                                    |                                           |
|  | PzGrenBtl 321                     | Okt. 1981                     | Schwanewede                                            | Auflösung Sep. 1992                                           |                                    | teilaktives gemischtes Bataillon          |
|  | PzGrenBtl 322                     | Apr. 1959                     | Schwanewede                                            | Auflösung Dez. 2003                                           | Apr. 1992                          |                                           |
|  | PzGrenBtl 323                     | Mär. 1959 (PzGrenBtl 23)      | Schwanewede                                            | Auflösung Dez. 2003                                           |                                    |                                           |
|  | PzGrenBtl 332                     | Dez. 1958                     | Munster ab März 1959 Fürstenau                         | Okt. 1981 Umbenennung in JgBtl 522                            |                                    |                                           |
|  | PzGrenBtl 332 (PzGrenBtl 21)      | Okt. 1981                     | Wesendorf                                              | 1992 Umbenennung in PzGrenLehrBtl 332                         |                                    |                                           |
|  | PzGrenBtl 332 (PzGrenLehrBtl 332) | Apr. 1997                     | Wesendorf                                              | Auflösung 2006                                                |                                    |                                           |
|  | PzGrenLehrBtl 332                 | 1992 (PzGrenBtl 332)          | Wesendorf                                              | Apr. 1997 Umbenennung PzGrenBtl 332                           |                                    |                                           |
|  | PzGrenBtl 341                     | Apr. 1975                     | Stadtallendorf ab 1976 Wolfhagen                       | Okt. 1981 Umbenennung in PzGrenBtl 62                         |                                    |                                           |
|  | PzGrenBtl 342                     | Okt. 1981 (PzGrenBtl 142)     | Koblenz                                                | Auflösung Mär. 2002                                           |                                    |                                           |
|  | PzGrenBtl 343                     | Okt. 1992 aus PzBtl 343       | Koblenz                                                | Auflösung Mär. 2002                                           | 1992                               | (GerEinh)                                 |
|  | PzGrenBtl 351                     | Mär. 1959                     | Hammelburg                                             | Jul. 1970 Umbenennung in JgBtl 351                            |                                    |                                           |
|  | PzGrenBtl 351                     | Okt. 1980                     | Hammelburg                                             | Auflösung Sep. 1992                                           |                                    | teilaktives gemischtes Bataillon          |
|  | PzGrenBtl 352                     | Jul. 1960                     | Coburg ab 1962 Mellrichstadt                           | Auflösung Sep. 2006                                           |                                    |                                           |
|  | PzGrenBtl 353                     | Jul. 1963 (PzGrenBtl 102)     | Wildflecken                                            | Sep. 1970 Umbenennung in PzAufklBtl 12                        |                                    |                                           |
|  | PzGrenLehrBtl 353                 | Okt. 1980                     | Hammelburg                                             | Okt. 1991 Umbenennung in JgLehrBtl 351                        |                                    |                                           |
|  | PzGrenBtl 362                     | Dez. 1958                     | Walldürn ab 1992: Mellrichstadt ab 2003: Oberviechtach | 2008 aufgelöst                                                | 1992                               |                                           |
|  | PzGrenBtl 371                     | Apr. 1991                     | Marienberg                                             | Okt. 1996 Umbenennung in JgBtl 371                            |                                    |                                           |
|  | PzGrenBtl 371                     | Jul. 2007 (JgBtl 371)         | Marienberg                                             | –                                                             |                                    | aktiv PzGrenBrig 37                       |
|  | PzGrenBtl 372                     | Apr. 1991                     | Marienberg                                             | Auflösung Sep. 1996                                           |                                    |                                           |
|  | PzGrenBtl 381                     | Apr. 1991                     | Bad Frankenhausen                                      | Auflösung Dez. 2002                                           |                                    |                                           |
|  | PzGrenBtl 382                     | 1. April 1991                 | Bad Frankenhausen später Marienberg                    | Auflösung 31. Dezember 2008                                   | 1997                               |                                           |
|  | PzGrenBtl 391                     | Apr. 1991                     | Bad Salzungen                                          | –                                                             |                                    | aktiv PzGrenBrig 37                       |
|  | PzGrenBtl 392                     | Apr. 1991                     | Bad Salzungen                                          | Auflösung Sep. 1996                                           |                                    |                                           |
|  | PzGrenBtl 401                     | Apr. 1991                     | Hagenow                                                | –                                                             |                                    | aktiv PzGrenBrig 41                       |
|  | PzGrenBtl 402                     | Apr. 1991                     | Hagenow                                                | Auflösung Sep. 1996                                           |                                    |                                           |
|  | PzGrenBtl 411                     | Apr. 1991                     | Viereck                                                | –                                                             |                                    | aktiv PzGrenBrig 41                       |
|  | PzGrenBtl 412                     | Apr. 1991                     | Viereck                                                | Auflösung Jun. 2003                                           | Okt. 1993                          |                                           |
|  | PzGrenBtl 421                     | Apr. 1991                     | Brandenburg                                            | Auflösung Jun. 2007                                           |                                    |                                           |
|  | PzGrenBtl 422                     | Apr. 1991                     | Brandenburg                                            | Auflösung 2008                                                | Okt. 1997                          |                                           |
|  | PzGrenBtl 561                     | Okt. 1981 (JgBtl 531)         | München (Bayern-Kaserne)                               | Auflösung Apr. 1990                                           |                                    |                                           |
|  | PzGrenBtl 562                     | Okt. 1981 (JgBtl 541)         | Neuburg/Donau                                          | Auflösung Sep. 1994                                           |                                    |                                           |

3Aufstellung vor 1959 meist als Grenadierbataillon, dann ab 1959 Umbenennung bzw. Aufstellung als Panzergrenadierbataillon
Neu aufgestellt wurden
|  | Bezeichnung   | Aufstellung | Standort   | nicht aktiv seit | Bemerkung                                                                               |
|  | ------------- | ----------- | ---------- | ---------------- | --------------------------------------------------------------------------------------- |
|  | PzGrenBtl 909 | 2008        | Marienberg | –                | nicht aktives PzGrenBtl ohne Material, Ergänzungstruppenteil angelehnt an PzGrenBtl 371 |
|  | PzGrenBtl 908 | 2008        | Viereck    | –                | nicht aktives PzGrenBtl ohne Material, Ergänzungstruppenteil angelehnt an PzGrenBtl 411 |

## Abkürzungen
Folgende Abkürzungen werden benutzt:
| - ArtBeoBtl → Artilleriebeobachtungsbataillon - DSO → Division Spezielle Operationen - FschJgBtl → Fallschirmjägerbataillon - GebJgBrig → Gebirgsjägerbrigade - GebPzAufklBtl → Gebirgspanzeraufklärungsbataillon - HSchBrig → Heimatschutzbrigade - HSchKdo → Heimatschutzkommando - JgBrig → Jägerbrigade | - JgBtl → Jägerbataillon - JgDiv → Jägerdivision - JgLehrBtl → Jägerlehrbataillon - KLK → Kommando Luftbewegliche Kräfte - LLBrig → Luftlandebrigade - PzAufklBtl → Panzeraufklärungsbataillon - PzBrig → Panzerbrigade - PzBtl → Panzerbataillon | - PzDiv → Panzerdivision - PzGrenBrig → Panzergrenadierbrigade - PzGrenBtl → Panzergrenadierbataillon - PzGrenDiv → Panzergrenadierdivision - PzGrenLehrBtl → Panzergrenadierlehrbataillon - PzJgBtl → Panzerjägerbataillon - PzLehrBrig → Panzerlehrbrigade - WBK → Wehrbereichskommando |